# Plaza de Mayo

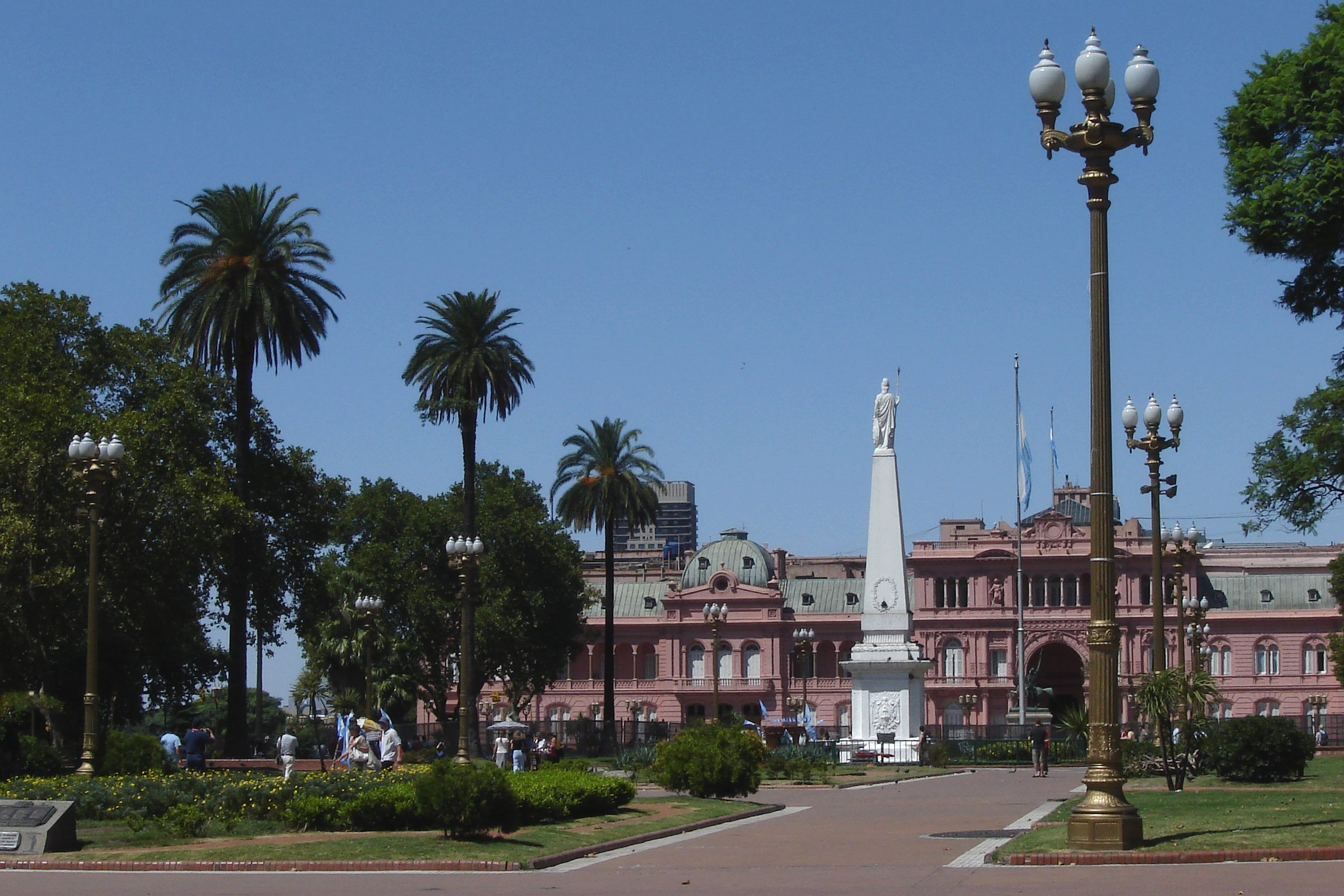
La Plaza de Mayo amb la Pirámide de Mayo i la Casa Rosada.

La Plaza de Mayo (en català Plaça de Maig), és la principal plaça de Buenos Aires, la capital de l'Argentina, i centre d'esdeveniments històrics del país.